# Hugo Häring

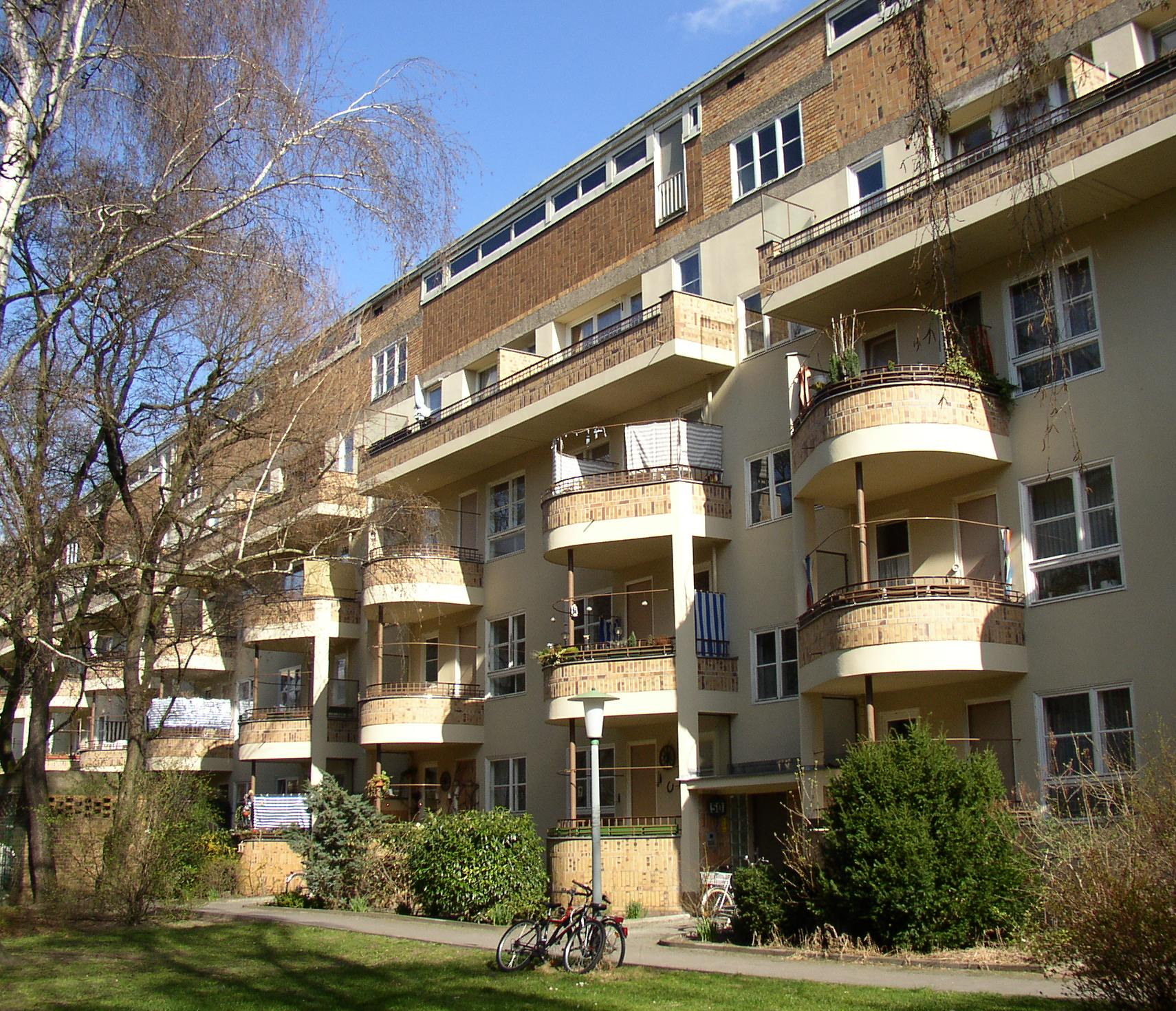
Hus av Hugo Häring i Großsiedlung Siemensstadt, Berlin.

Hugo Häring, född 11 maj 1882 och död 17 maj 1958, var en tysk arkitekt och arkitekturteoretiker.
Han föddes i Biberach an der Riß och var under den tidiga studietiden student hos den berömde Theodor Fischer, som starkt kom att influera Häring åt det funktionalistiska hållet. Under sina tidiga år som arkitekt hade han ett kontor med den då okände Ludwig Mies van der Rohe.
Härings produktion av uppförda byggnader är tämligen begränsad och består till största delen av bostäder i Berlinområdet. Han var dock även aktiv som arkitekturteoretiker där han var med och grundade Der Ring och CIAM och skrev ett antal manifest, essäer och artiklar där han förespråkade den organiska arkitekturen samt ett förhållningssätt där varje byggnad skall utformas unikt efter plats och beställare. Dessa ideal kom vidare att inspirera vännen och kollegan Hans Scharoun.
Häring avled i Göppingen 1958 och har sedan 1969 ett arkitekturpris i Baden-Württemberg uppkallat efter sig.

## Verk i urval
- Bostäder i området Onkel Toms Hütte, Berlin 1927
- Bostäder i Großsiedlung Siemensstadt, Berlin 1930
- Bostäder i området Wedding, Berlin 1931